# پانتئون ارمنیان تفلیس

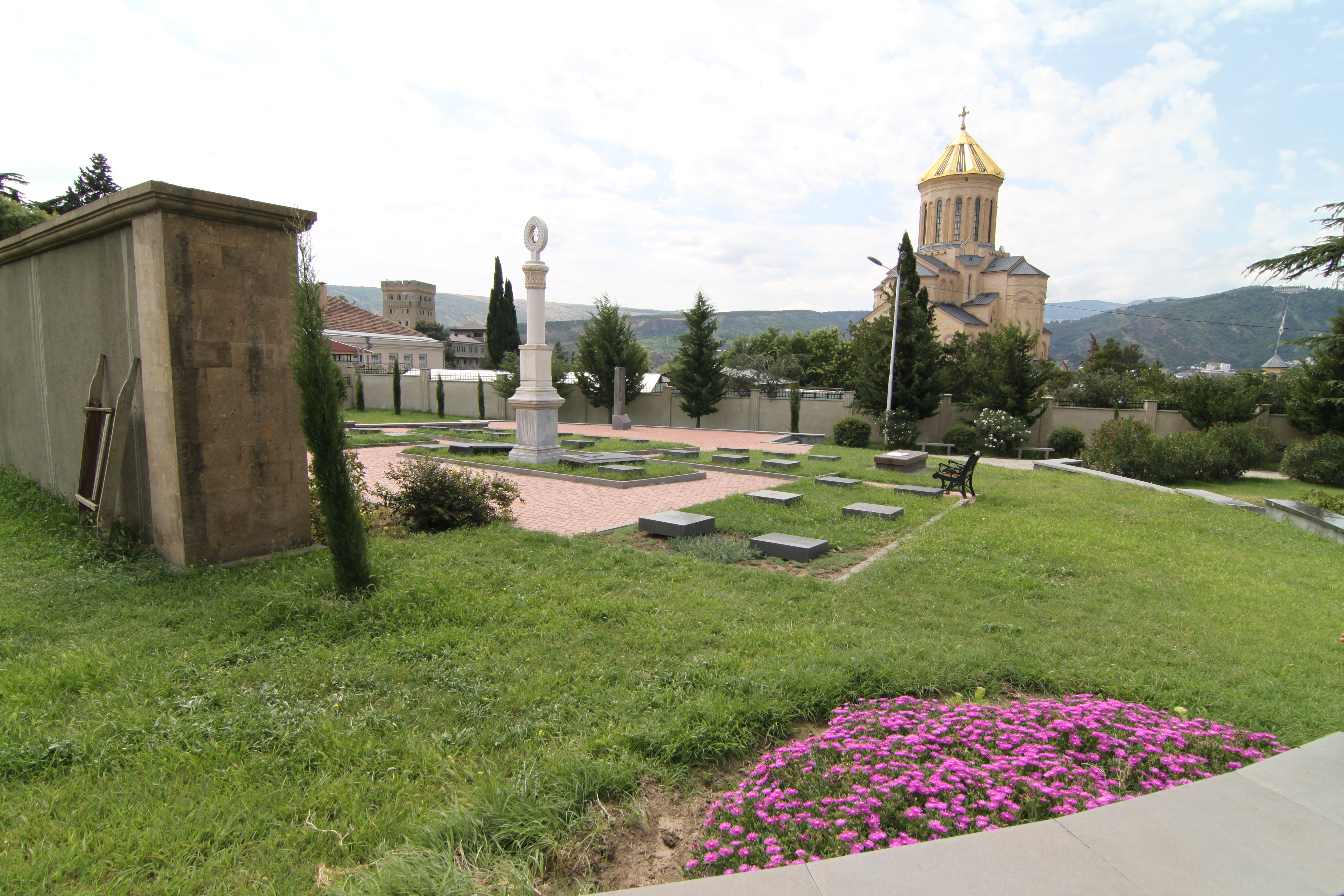
نمای کلیسای جامع تثلیث تفلیس از داخل پانتئون، ساخته شده در زمین‌های سابق پانتئون

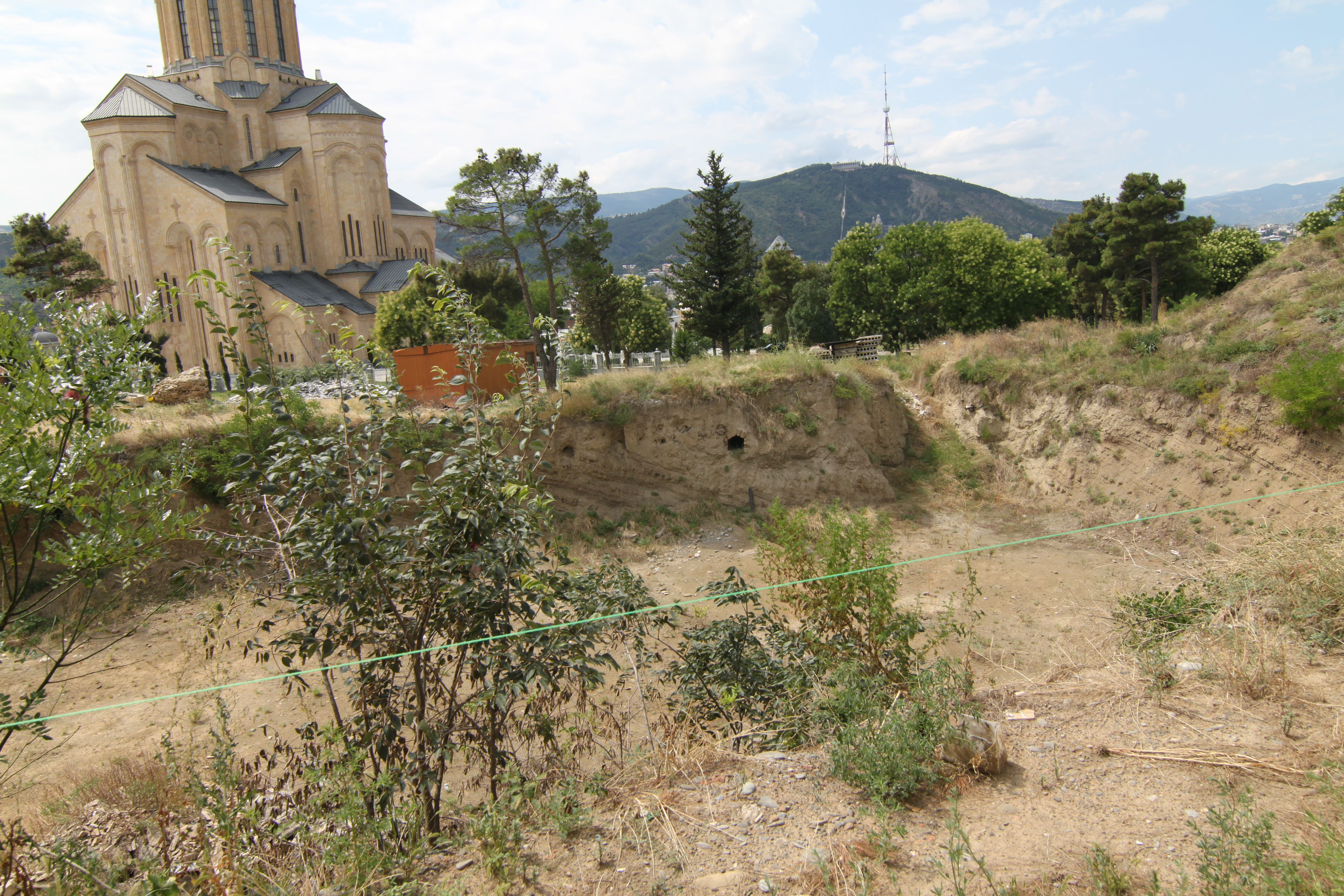
سنگ قبر در داخل حفره کنده شده

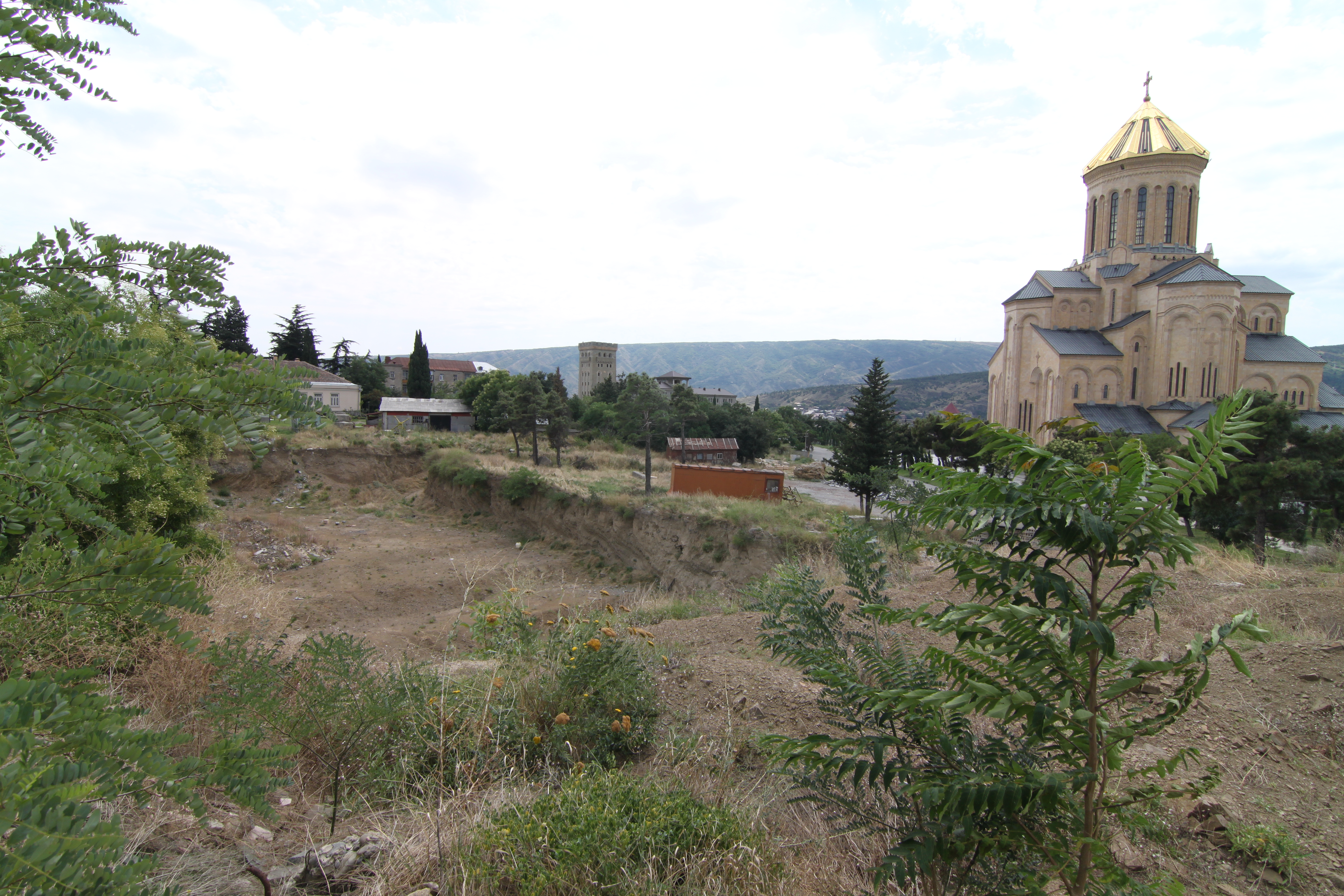
گود برداری در مجوار سنگ قبرها

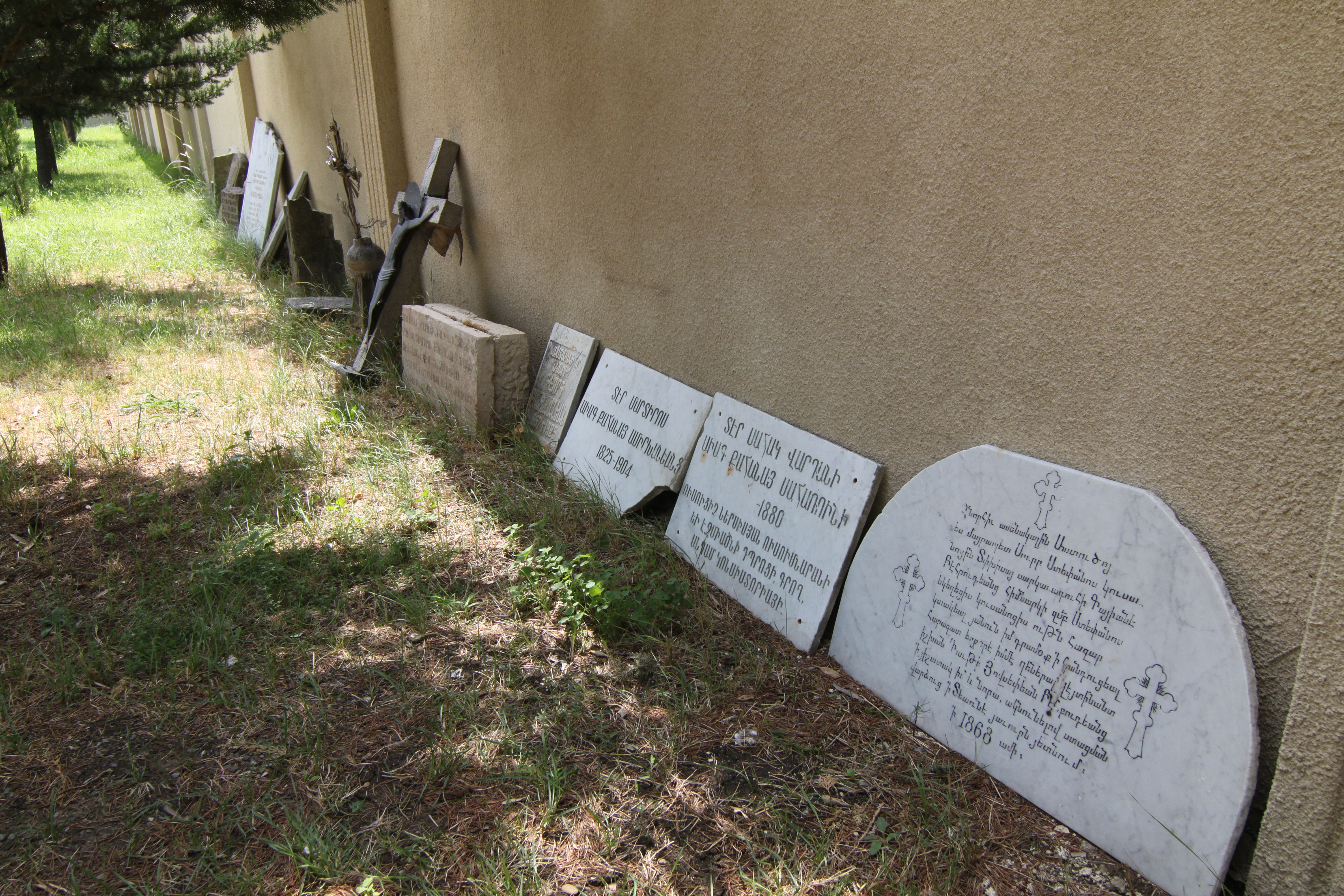
سنگ قبرها مربوط به سده نوزدهم میلادی حفظ شده در پانتئون

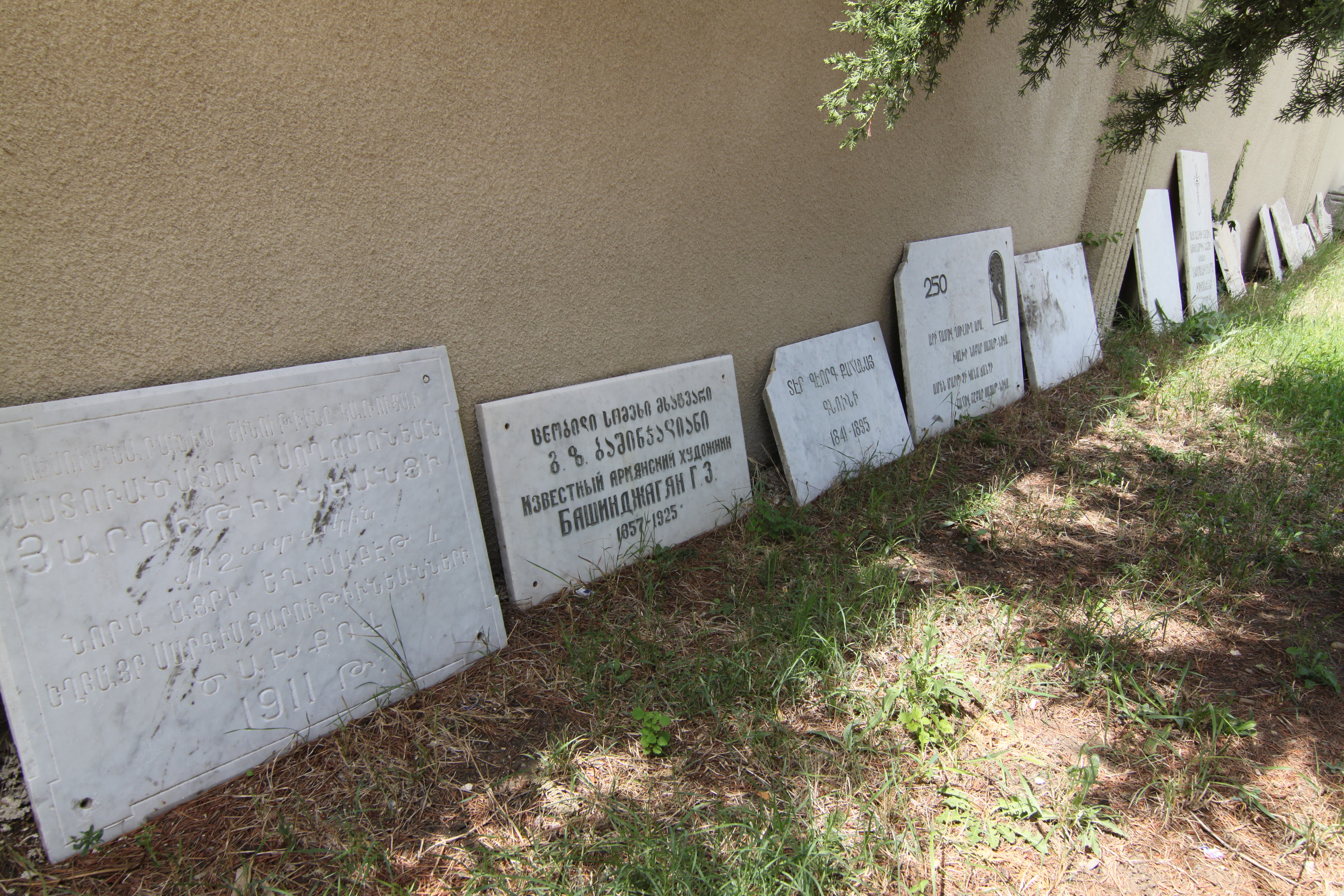
سنگ قبرها مربوط به سده نوزدهم و بیستم میلادی

پانتئون ارمنیان تفلیس (ارمنی: Խոջիվանք-خوجیوانک) مجموعه بناهای ارمنی است که در بخش شمال شرقی ناحیه آولاباری تفلیس، گرجستان واقع شده‌است. تعدادی از نویسندگان، هنرمندان و شخصیت‌های مردمی ارمنی در آنجا دفن شده‌اند. در پانتئون (مجموعه آرامگاه) یک بنای یادبود بزرگ و به همراه کلیسای مریم مقدس وابسته به ارمنی‌های گرجستان قرار داشت. در سال ۱۹۳۷ میلادی کلیسا و بخشی از آرامگاه ویران شد؛ بیشتر بخش باقی‌مانده از آرامگاه بین سال‌های ۱۹۹۵ و ۲۰۰۴ در طی ساخت کلیسای جامع تثلیث تفلیس نابود شد. در حال حاضر بخش کوچکی از پانتئون به همراه تعدادی از سنگ قبرها باقی‌مانده است.

## مدفونان
برخی از ارمنی‌های معروفی که در اینجا به خاک سپرده شدند.
| نام                  | تاریخ زندگانی | پیشه                                          |
| -------------------- | ------------- | --------------------------------------------- |
| قازاروس آقایان       | ۱۸۴۰–۱۹۱۱     | نویسنده، معلم، توده‌شناس، مورخ، زبان‌شناس       |
| هاکوب آقاباب         | ۱۹۲۶          | شاعر                                          |
| ایساهاک آلیخانیان    | ۱۹۴۶          | هنرپیشه                                       |
| گریگور آرتسرونی      | ۱۸۴۵–۱۸۹۲     | سردبیر روزنامه                                |
| باگرات آیوازیان      | ۱۹۳۷          | نویسنده                                       |
| ببوتوف               |               | مؤسس پانتئون                                  |
| واسیلی ببوتوف        | ۱۷۹۱–۱۸۵۸     | ژنرال                                         |
| نیکول دومان          | ۱۸۶۷–۱۹۱۴     | رهبر نظامی و عضو حزب فدراسیون انقلابی ارمنی   |
| آرشاک گاوافیان       | ۱۹۱۶          | فرمانده نظامی                                 |
| گوورک حق وردیان      | ۱۸۹۲          | زبان‌شناس، دکتر                                |
| هاکوب هاکوبیان       | ۱۸۶۶–۱۹۳۷     | شاعر                                          |
| ناقاش هوناتان        | ۱۷۲۲          | هنرمند بزرگ فرسکو دوران خویش                  |
| مکرتون هوناتانیان    | ۱۸۴۶          |                                               |
| جیوانی               | ۱۸۴۶–۱۹۰۹     | گوسان (آهنگساز، خواننده)                      |
| گایانه خاچاتریان     | ۱۹۴۲–۲۰۰۹     | نقاش                                          |
| وانو خوجابکیان       | ۱۸۷۵–۱۹۲۲     | گرافیست                                       |
| آلکساندر مانتاشیانتس | ۱۸۴۲–۱۹۱۱     | تاجر نفت                                      |
| اُلگا مایسوریان       | ۱۸۶۱–۱۹۳۱     | هنرپیشه زن                                    |
| موراتسان             | ۱۸۵۴–۱۹۰۸     | نویسنده                                       |
| نار-دوس              | ۱۸۶۷–۱۹۳۳     | نویسنده                                       |
| استپانوس نرسیسیان    | ۱۸۰۷–۱۸۸۴     | نقاش                                          |
| ایسائی پیتویف        | ۱۹۰۴          | آموزشگر و نیکوکار                             |
| پرژ پروشیان          | ۱۸۳۷–۱۹۰۹     | نویسنده و معلم                                |
| رافی                 | ۱۸۳۵–۱۸۸۸     | رمان‌نویس و نویسنده                            |
| سوس سویان            | ۱۹۲۸–۲۰۰۸     | هنرپیشه                                       |
| گابریل سوندوکیان     | ۱۸۲۵–۱۹۱۲     | نمایشنامه نویس، بنیان‌گذار درام مدرن ارمنی     |
| نیکیتا شاه نازاریان  |               | سپهبد در جنگ روسیه و عثمانی (۱۸۷۷–۱۸۷۸)       |
| هوسپ شیشمانیان       | ۱۸۲۲–۱۸۸۸     | نویسنده                                       |
| الکساندر تساتوریان   | ۱۸۶۵–۱۹۱۷     | شاعر و مترجم                                  |
| جیورجی تومانوف       | ۱۸۵۴–۱۹۲۰     | مؤسس انجمن تئاتر گرجستان و کالج تفلیس         |
| میخائیل تومانوف      | ۱۸۱۸–۱۸۷۵     | شاعر                                          |
| هوهانس تومانیان      | ۱۸۶۹–۱۹۲۳     | شاعر و نویسنده                                |
| ماکار یکمالیان       | ۱۸۵۶–۱۹۰۵     | آهنگساز، رهبر ارکستر                          |
| آلکساندر یریتسیان    | ۱۸۴۱–۱۹۰۲     | مورخ و باستان‌شناس                             |
| گِوُرگ یوانگولیان      | ۱۹۰۱          | شهردار                                        |
| سیمون زاواریان       | ۱۸۶۶–۱۹۱۳     | یکی از بنیان‌گذاران حزب فدراسیون انقلابی ارمنی |
| سرگیس دارچینیان      | ۱۹۴۷–۲۰۱۳     | عکاس                                          |

## نگارخانه

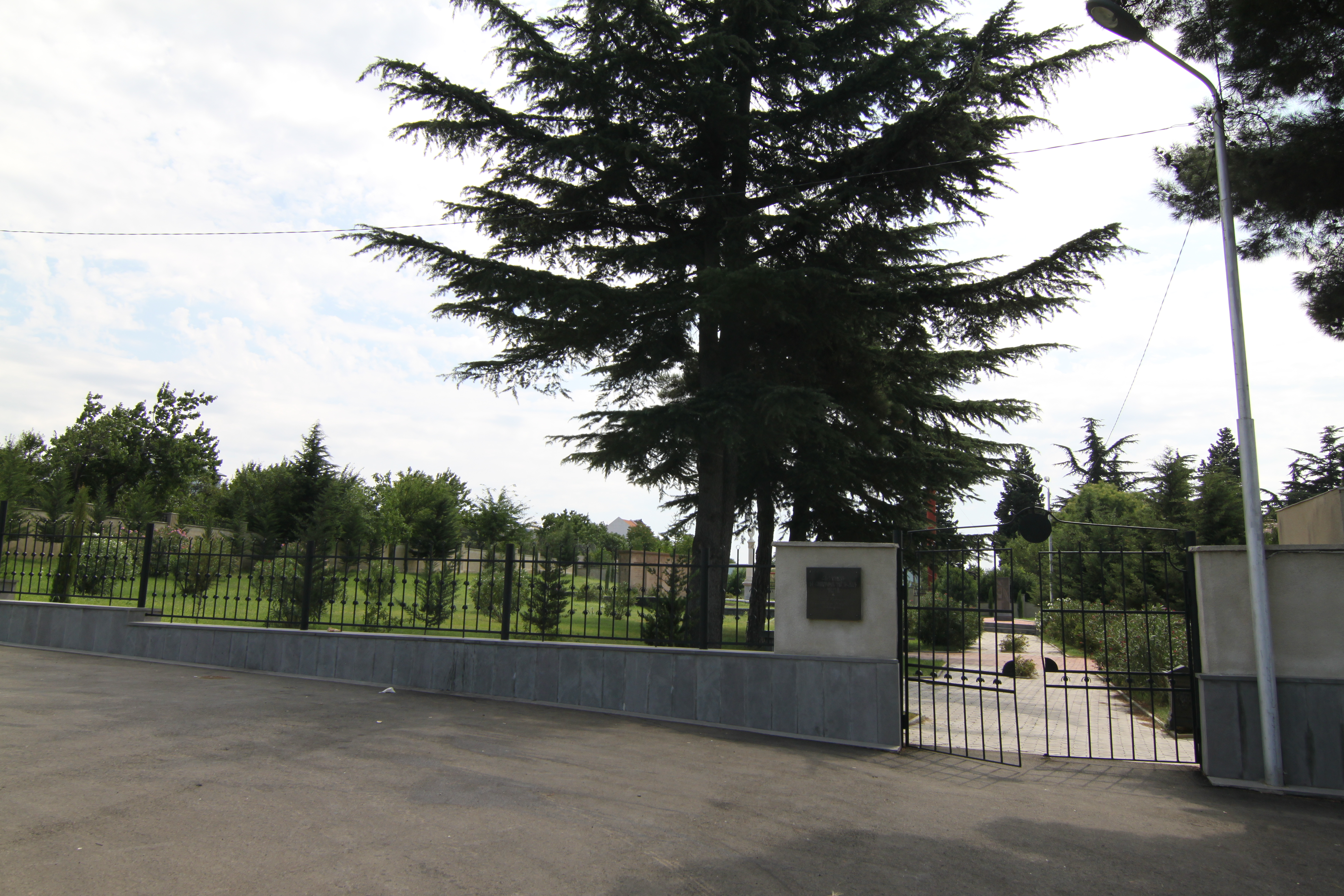
در ورودی پانتئون
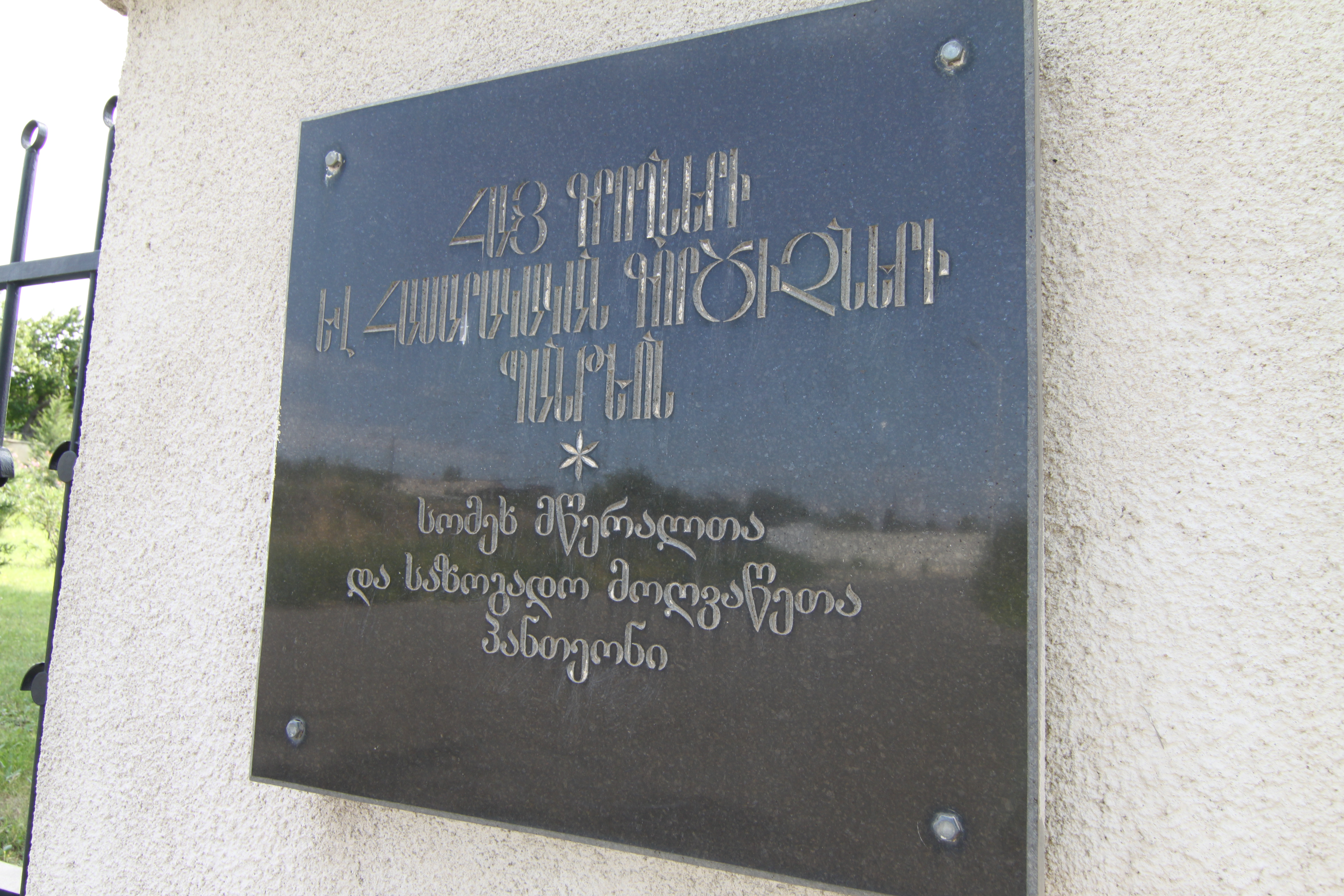
پلاک در ورودی
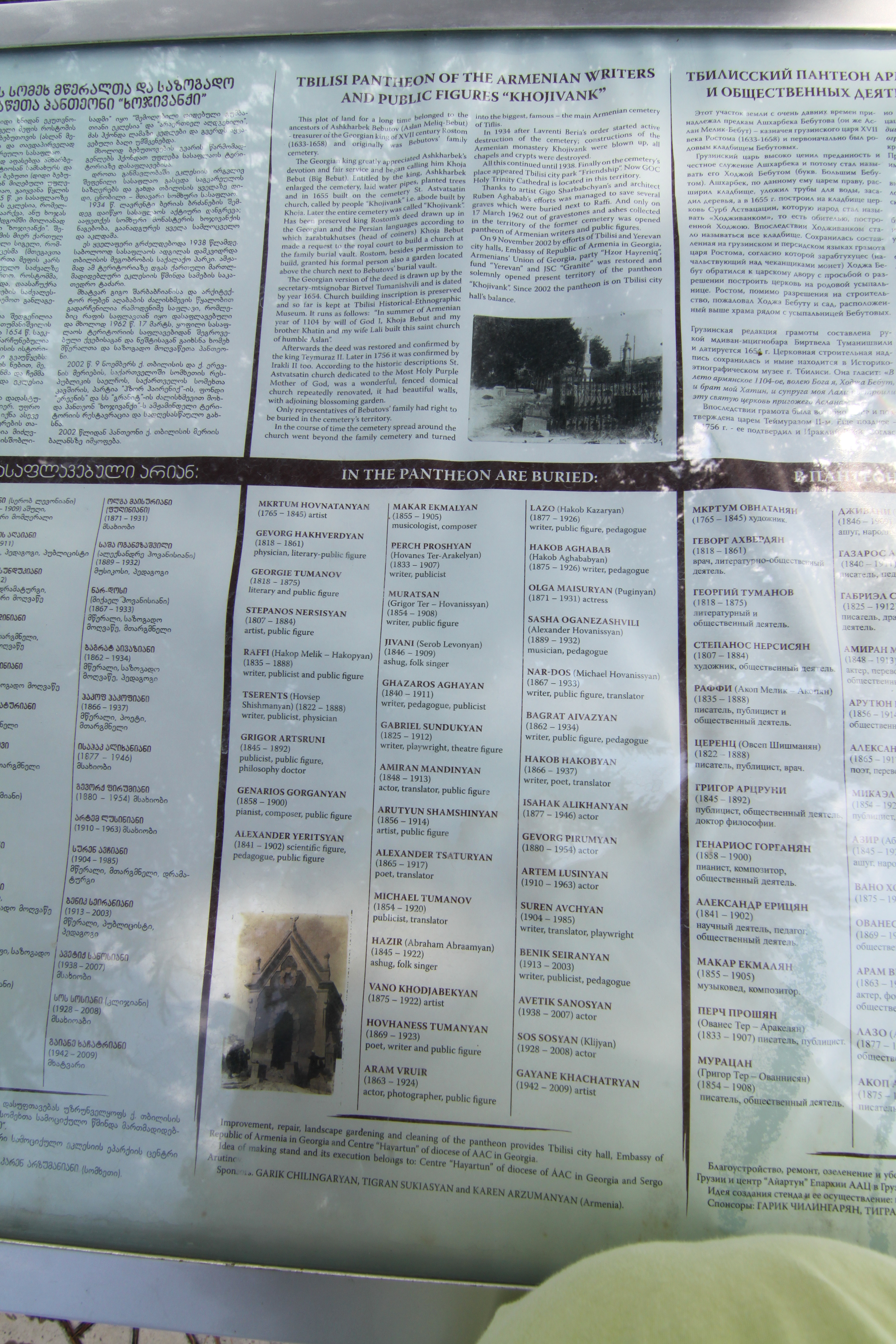
لوحه تشریحی در پانتئون به زبان انگلیسی
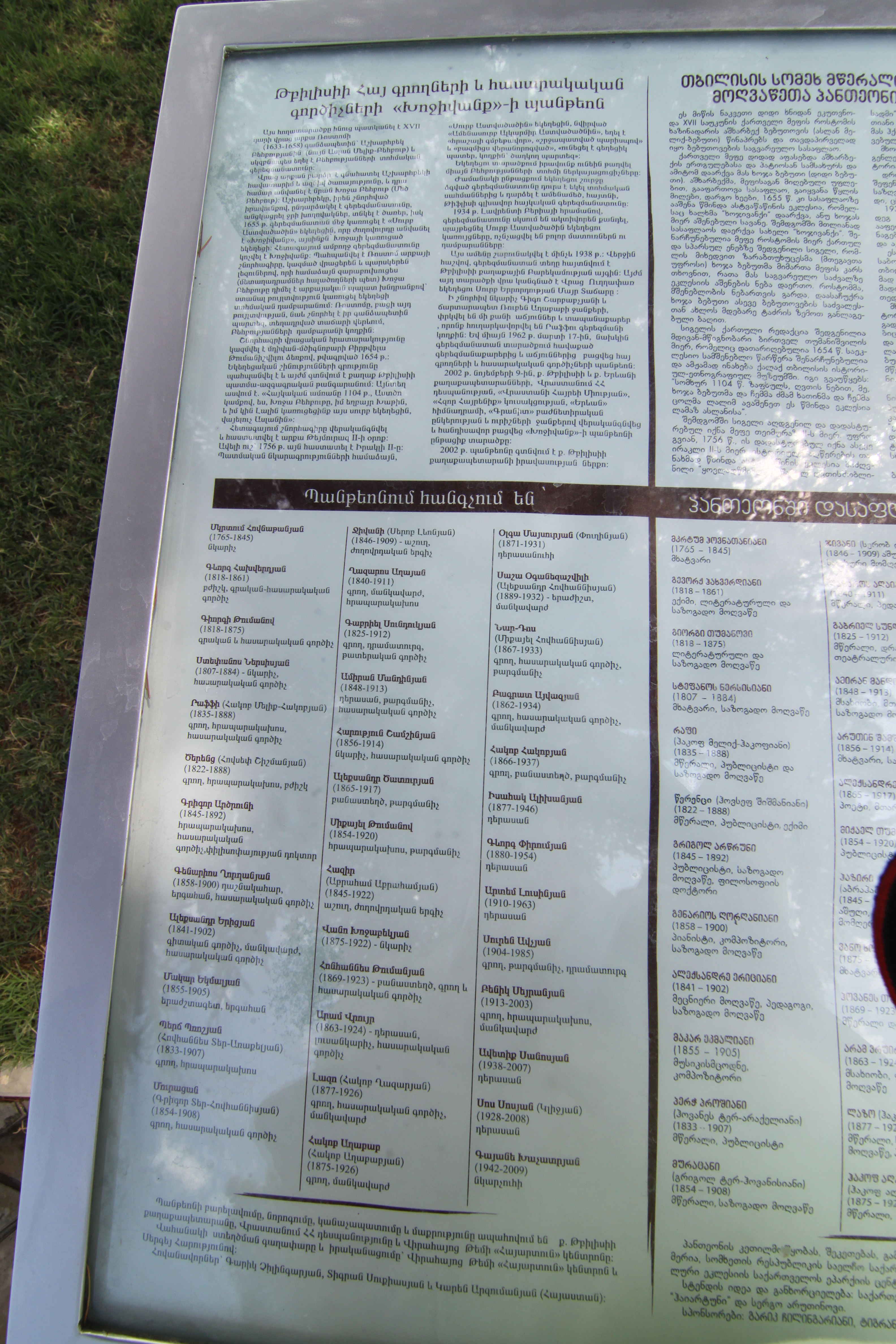
لوحه تشریحی در پانتئون به زبان ارمنی
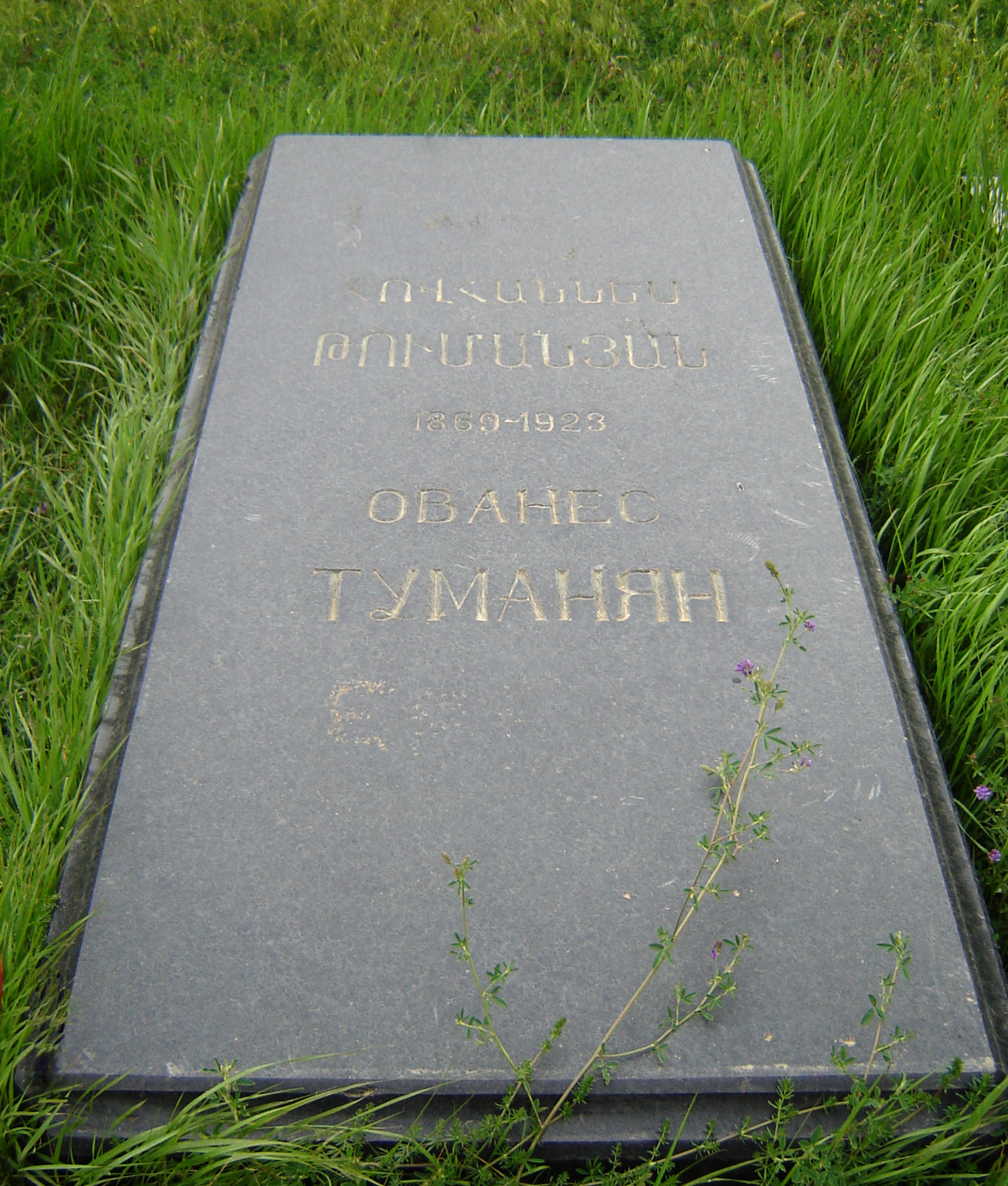
سنگ قبر هوهانس تومانیان
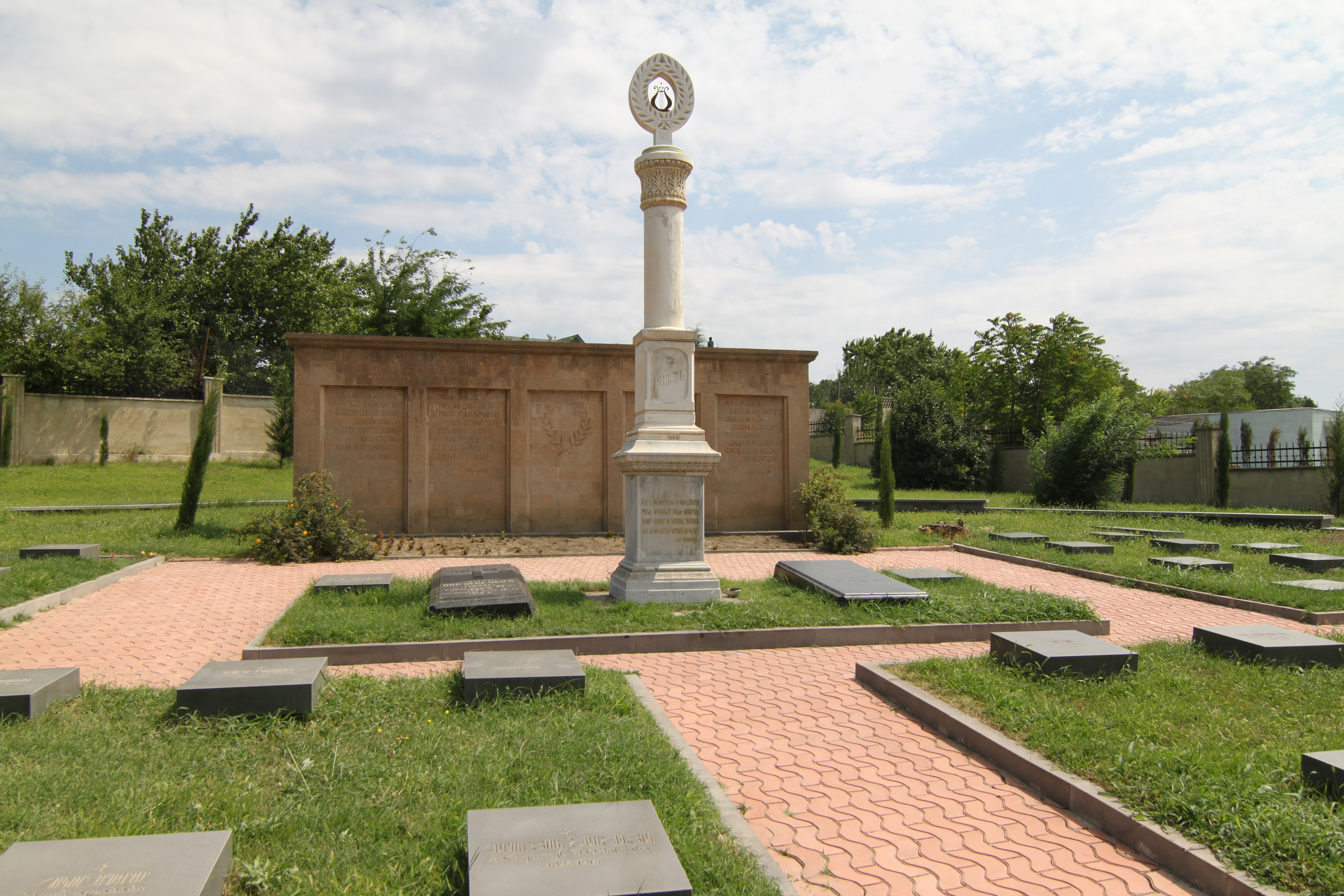
بنای یاد بود، رافی

## مطالعه بیشتر
- Remnants of Armenian gravestones discovered during construction work in Tbilisi